# Anaseini Qionibaravi
Anaseini Qionibaravi fue una política fiyiana, la primera en servir en el Senado de Fiyi.

## Carrera
Qionibaravi se educó en la Escuela Adi Cakobau. Trabajó como profesora de economía doméstica y locutora de radio, y también se convirtió en la primera presidenta del Consejo de Consumidores de Fiyi.
Cuando se estableció el Senado en 1970, fue designada por un período de seis años como una de los candidatos del Primer Ministro Kamisese Mara, siendo la única mujer en el Senado.
En 1978 renunció como presidenta del Consejo de Consumidores, alegando que no contaba con fondos suficientes.

## Vida privada
En 1973, su esposo Mosese fue elegido miembro de la Cámara de Representantes. La pareja tuvo cuatro hijos.